# Блъскащи коли
Блъскащите коли или автоскутери са атракционни возила, присъстващи в повечето лунапаркове и панаири. Обикновено са захранвани както от пода на съоръжението, над който се движат, така и от тавана на самото съоръжение и могат да бъдат контролирани от оператор. Техен създател е работилият за Дженерал Илектрик Виктор Леванд.
Най-старият и същевременно често срещан начин на токозахранване е именно посредством проводящ под и/или таван. Долната част на количката допира пода, а връзката с тавана се осъществява чрез антена.
Въпреки че идеята е едно такова возило да удря други, поради съображения за сигурност собственици често поставят знаци от рода на „Не блъскай“. Това правило е често нарушавано, най-вече от по-малки деца.